# Tommy Widdrington
Tommy Widdrington (Newcastle upon Tyne, 1º ottobre 1971) è un allenatore di calcio ed ex calciatore inglese, di ruolo centrocampista.

## Carriera

### Giocatore
Viene aggregato alla prima squadra del Southampton (club in cui già aveva giocato nelle giovanili) nella stagione 1990-1991, facendo però il suo esordio tra i professionisti solamente nella stagione successiva in cui, dopo un periodo di prestito al Wigan con cui gioca 6 partite in terza divisione, disputa 3 partite nella prima divisione inglese. Nelle stagioni 1992-1993 e 1993-1994 continua a far parte della rosa del Southampton, venendo utilizzato prevalentemente come riserva: totalizza infatti rispettivamente 12 ed 11 presenze in campionato, segnando anche una rete (nella stagione 1993-1994). Nella stagione 1994-1995 gioca invece spesso da titolare, collezionando 28 presenze; dopo un'ulteriore stagione da 21 presenze e 2 reti, nell'estate del 1996 viene ceduto dopo complessive 75 presenze e 3 reti in prima divisione (ed in generale 90 presenze e 3 reti in partite ufficiali con i Saints) al Grimsby Town, club di seconda divisione, con cui nella stagione 1996-1997 totalizza 42 presenze e 4 reti in campionato. Nella stagione 1997-1998, disputata in terza divisione a seguito della retrocessione dell'anno precedente, Widdrington disputa 21 partite e segna 3 gol in campionato, contribuendo alla promozione (arrivata a seguito della vittoria dei play-off) ed alla vittoria del Football League Trophy. L'anno seguente totalizza invece 26 presenze ed una rete in seconda divisione, categoria in cui gioca anche nella seconda parte della stagione 1998-1999 e nella stagione 1999-2000 con il Port Vale (47 presenze e 6 reti), club con cui rimane poi per un ulteriore anno (la stagione 2000-2001) in terza divisione, in cui vince un secondo Football League Trophy.
Trascorre poi 3 stagioni e mezza in quarta divisione (2 all'Hartlepool Utd ed una e mezzo al Macclesfield Town) per poi tornare brevemente in terza divisione nella seconda parte della stagione 2004-2005, in cui gioca 5 partite con il Port Vale. Dal 2005 al 2010 gioca nei semiprofessionisti del Salisbury City, di cui è contemporaneamente anche allenatore.

### Allenatore
Nella stagione 2005-2006 vince la Southern Football League con il Salisbury City, con cui l'anno seguente vince i play-off della Conference South, trascorrendo le successive 3 stagioni in Football Conference (quinta divisione, e più alto livello calcistico inglese al di fuori della Football League). L'anno seguente è per un breve periodo vice del Southend Utd, mentre dall'ottobre del 2011 al febbraio del 2012 allena l'Hemel H. Town in Southern Football League; lascia l'incarico per diventare allenatore dell'Eastbourne Borough, in Conference South. Mantiene l'incarico fino al termine della stagione 2016-2017. In seguito nella stagione 2017-2018 ha lavorato nello staff del settore giovanile del Coventry City, mentre l'anno seguente ha ricoperto un ruolo analogo ai Bristol Rovers. Dal 2021 al 2023 ha allenato il King's Lynn Town in sesta divisione, dimettendosi il 1º aprile 2023, con la squadra in lotta per la vittoria del campionato, per accasarsi il giorno seguente in quinta divisione all'Aldershot Town, club che allena poi anche durante la stagione 2024-2025, in cui vince un FA Trophy.

## Palmarès

### Giocatore

#### Competizioni nazionali
- Football League Trophy: 2

Grimsby Town: 1997-1998
Port Vale: 2000-2001

### Allenatore

#### Competizioni nazionali
- Southern Football League: 1

Salisbury City: 2005-2006
- FA Trophy: 1

Aldershot Town: 2024-2025

#### Competizioni regionali
- Sussex Senior Challenge Cup: 1

Eastbourne Borough: 2016